# Albert Hoskins
Pour les articles homonymes, voir Hoskins.
Albert H. Hoskins est un joueur de tennis américain du début de la fin du XIXe siècle et du début du XXe siècle, né à Philadelphie.
Il a remporté l'US Men's National Championship : en double mixte en 1899 (avec Elizabeth Rastall) .

## Palmarès (partiel)

### Titre en double mixte
| No | Date       | Nom et lieu du tournoi                 | Catégorie | Surface      | Partenaire        | Finalistes                   | Score         |          |
| -- | ---------- | -------------------------------------- | --------- | ------------ | ----------------- | ---------------------------- | ------------- | -------- |
| 1  | 21-06-1899 | US National Championships Philadelphie | G. Chelem | Gazon (ext.) | Elizabeth Rastall | Jane Craven James P. Gardner | 6-4, 6-0, ab. | Parcours |

### Finale en double mixte
| No | Date       | Nom et lieu du tournoi                 | Catégorie | Surface      | Vainqueurs                  | Partenaire        | Score    |          |
| -- | ---------- | -------------------------------------- | --------- | ------------ | --------------------------- | ----------------- | -------- | -------- |
| 1  | 21-06-1902 | US National Championships Philadelphie | G. Chelem | Gazon (ext.) | Elisabeth Moore Wylie Grant | Elizabeth Rastall | 6-2, 6-1 | Parcours |

## Parcours enGrand Chelem(partiel)

### En simple
Parcours non connu

### En double
Non connu